# مجلس نواب رود آيلاند
مجلس نواب رود آيلاند (بالإنجليزية: Rhode Island House of Representatives)‏ هو مجلس النواب التشريعي لولاية رود آيلاند الأمريكية، يقع المقر الرئيسي له في بروفيدنس، رود آيلاند، وهو المجلس الأدنى في جمعية رود آيلاند العامة.

## طالع أيضًا
- جمعية رود آيلاند العامة